# Henri Pourrat

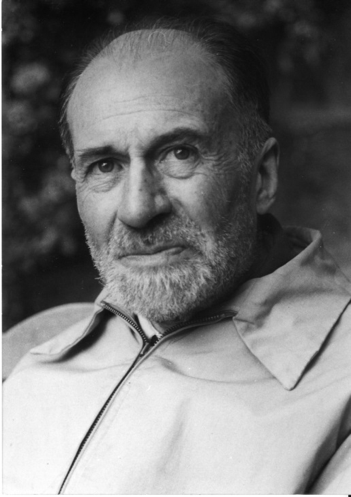
Henri Pourrat, 1954

Henri Pourrat (* 7. Mai 1887 in Ambert, Département Puy-de-Dôme, Frankreich; † 16. Juli 1959 ebenda) war ein französischer Schriftsteller.
In seinen Romanen behandelte er die mythisch überhöhte Natur. Besonders bekannt wurde er durch Le trésor des contes (13 Bände, 1948–1962), eine Sammlung von Fabeln, Legenden und mündlichen Überlieferungen aus der Auvergne.
1941 erhielt er für seinen Roman Le vent de mars den Prix Goncourt.

## Werke (Auswahl)
- Les vaillances, farces et gentillesses de Gaspard des montagnes (4 Bände, 1922–1931)
- L'homme à la bêche, histoire du Paysan (1940)
- Le vent de mars (1941)
- Le chasseur de la nuit (1951)
- Le temps qu'il fait, almanach (hrsg. 1960)